# Miguel de Paiva Rosa
Miguel de Paiva Rosa (Teresina, 15 de dezembro de 1876 — Teresina, 9 de junho de 1929) foi um político brasileiro.
Foi governador do Piauí, de 1912 a 1 de julho de 1916.